# Breitstetten
Breitstetten ist eine Ortschaft in der Marktgemeinde Leopoldsdorf im Marchfeld im Bezirk Gänserndorf in Niederösterreich.

## Lage
Breitstetten liegt im südlichen Marchfeld.

## Geschichte
Breitstetten, ehemals zur Herrschaft Orth gehörig ist ein Straßenangerdorf und wurde im Jahre 1260 erstmals unter dem Namen PRAITSTETTEN urkundlich erwähnt.
Die Namensschreibung hat sich im Laufe der Jahrhunderte vielfach geändert. Von Praitstetten über Preynsteten bis Parstetten entwickelte sich der heutige Ortsname Breitstetten.
Das Dorf liegt 15 km von der Stadtgrenze Wiens in Richtung Osten. Im Norden bildet Leopoldsdorf und im Süden Orth an der Donau die Grenze.
In Breitstetten leben derzeit 480 Einwohner in 170 Häusern. Das Gemeindegebiet der Katastralgemeinde Breitstetten umfasst eine Grundfläche von 11,71 km².
Seit 1784 ist Breitstetten eine eigene Pfarre, die auf Befehl Kaiser Joseph II. gegründet wurde. Vorher gehörte Breitstetten zur Pfarre Orth an der Donau und zur Diözese Passau. Die Kirche und ihre Einrichtung stammen aus dem frühen 18. Jahrhundert. Der Turm der Kirche ist achteckig und viel älter. Vermutlich stammt er aus dem 13. Jahrhundert. Auch die Fundamente der Kirche stammen aus dieser Zeit.
Im Jahr 1822 wurde der Ort als Dorf mit 47 Häusern genannt, das über eine Pfarre und eine Schule verfügte. Die Herrschaft Orth besaß die Ortsobrigkeit, übte die Landgerichtsbarkeit aus und besorgte die Konskription. Die Untertanen und Grundholde des Ortes gehörten der Herrschaft Orth und der Pfarre Baumgarten. Vom Hochwasser der Donau im Jahre 1830 wurde Breitstetten schwer getroffen. Einige Häuser sowie die meisten Viehställe wurden vernichtet und viele Haustiere ertranken in den Fluten.
Im Jahre 1909 wurde die Bahnlinie von Siebenbrunn über Engelhartstetten und Breitstetten nach Orth dem Verkehr übergeben.
Kriegerische Türken zogen ebenfalls über Breitstetten hinweg, und auch von den beiden Weltkriegen blieb Breitstetten nicht verschont. Zahlreiche Opfer waren dabei zu beklagen.
Von 1784 bis zum 27. Juni 1967 hatte Breitstetten eine eigene Schule.
Die Gründung der Feuerwehr fiel in das Jahr 1897.
1924 wurde der Musikverein gegründet.
Anlässlich des 200-jährigen Pfarrjubiläums im Jahre 1984 wurde die 1964 mit einer Heizung und 1970 mit einem elektrischen Geläute versehene Kirche renoviert. Eine weitere Renovierung der Außenfassade und eine Sanierung des Dachstuhles am Turm mit einer Neueindeckung erfolgten im Jahre 2004.
Seit dem Jahre 1971 bilden Leopoldsdorf und Breitstetten die Großgemeinde Leopoldsdorf im Marchfeld.
Laut Adressbuch von Österreich waren im Jahr 1938 in der Ortsgemeinde Breitstetten ein Fleischer, ein Friseur, zwei Gastwirte, drei Gemischtwarenhändler, zwei Landesproduktehändler, ein Schmied, zwei Schneider, ein Schuster, ein Tischler, ein Wagner, ein Zimmerer und zahlreiche Landwirte ansässig. Zudem gab es eine Milchgenossenschaft.

## Ethnographie
Der Ort ist Teil der kroatischen Sprachinsel im Marchfeld.

## Verbauung
Mittig im breiten leicht gekrümmten teils verbauten Anger steht die Pfarrkirche. Die Randstraßen haben eine geschlossene ein- bis zweigeschoßige meist traufständige Verbauung. Es gibt Zwerchhöfe zumeist als Gassenfronthäuser mit Längslauben.

## Öffentliche Einrichtungen
In Breitstetten gibt es einen Kindergarten.

## Kultur und Sehenswürdigkeiten

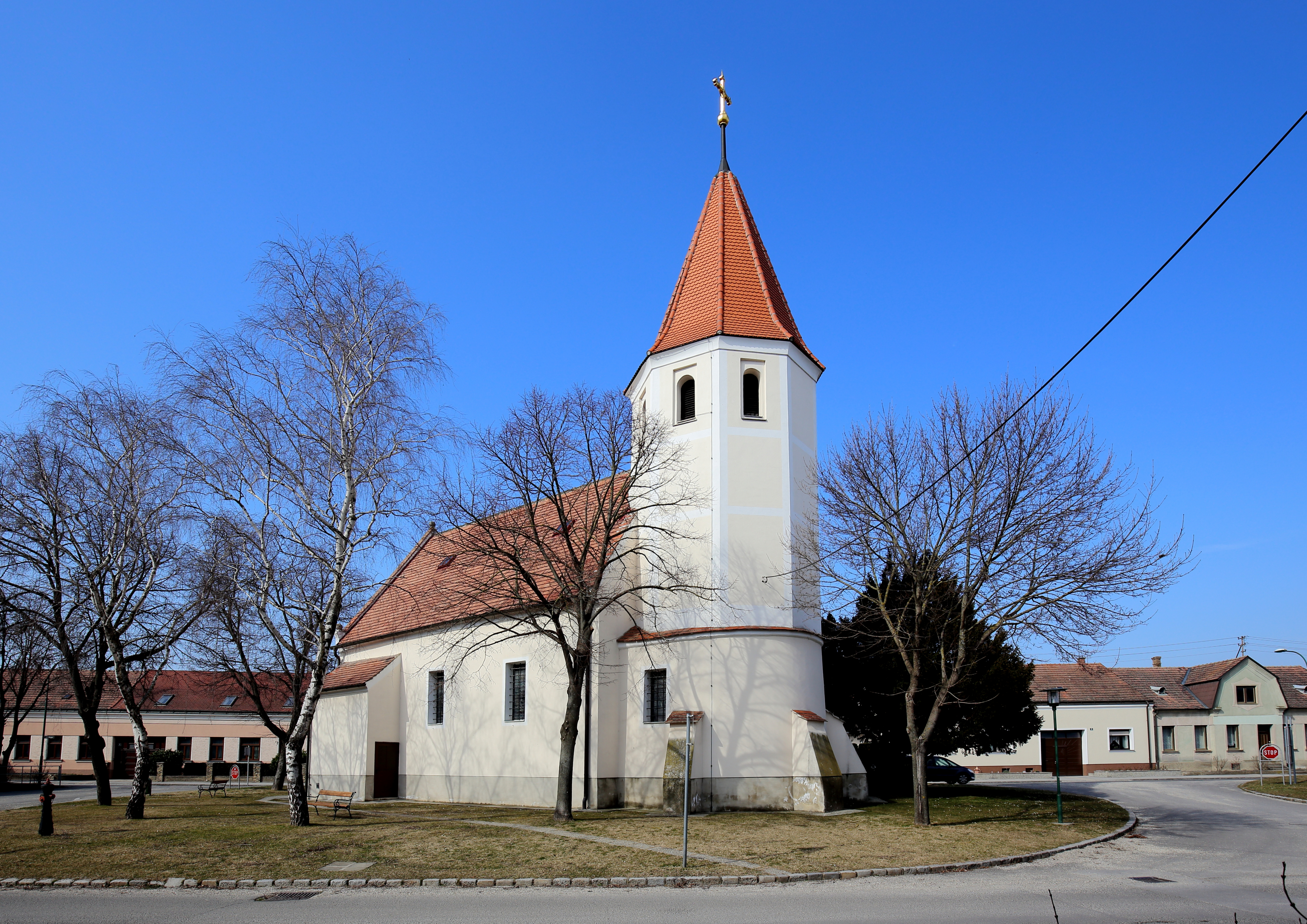
Pfarrkirche Breitstetten

- Katholische Pfarrkirche Breitstetten hl. Anna
- Dampfmaschinen Museum Breitstetten[5]

## Persönlichkeiten
- Monika Lugmayr (* 1940), Landwirtin, Politikerin und Abgeordnete zum Landtag von Niederösterreich